# Ванненбург, Педри
Педри Йоханнес Ванненбург (африк. Pedrie Johannes Wannenburg; 2 января 1981 — 22 апреля 2022) — южноафриканский регбист и регбийный тренер, выступавший на позиции фланкера. Трёхкратный чемпион Супер 14 в составе клуба «Буллз» (2007, 2009, 2010), чемпион Франции в составе «Кастра» (2013), финалист Кубка Хейнекен в составе «Ольстера» (2012) и чемпион ПРО Регби 2016 года в составе «Денвер Стэмпид».

## Игровая карьера

### Клубная
В 2001 году Ванненбург дебютировал в Кубке Карри за «Блю Буллз» матчем против «Голден Лайонс», а в 2002 году дебютировал в Супер 14 за «Буллз» матчем против «Брамбиз». С 2002 по 2010 годы он сыграл 106 матчей за клуб «Буллз» в Супер 14, в том числе 99 встреч подряд (он стал первым, кто достиг в клубе отметки в 100 матчей). С командой «Буллз» он выиграл титулы чемпиона Супер 14 в 2007, 2009 и 2010 годах, а в составе «Блю Буллз» завоевал пять титулов обладателя Кубка Карри (в том числе в 2006 и 2008 годах).
В июне 2010 года он заключил контракт с клубом «Ольстер» из Про12, с которым дошёл до финала Кубка Хейнекен 2011/2012, а по окончании сезона покинул клуб, подписав двухлетнее соглашение с клубом «Кастр».
С «Кастром» Ванненбург дважды доходил до финала чемпионата Франции в 2013 и 2014 годах, но выиграл только в 2013 году. В 2014—2016 годах он играл за «Ойонну», в 2016 году провёл сезон за «Денвер Стэмпид» в ПРО Регби, выиграв с ним чемпионат (первый и единственный розыгрыш), а в 2018 году провёл 5 матчей в Major League Rugby за «Остин Элит».

### В сборной
За сборную ЮАР Ванненбург провёл всего 20 игр, набрав 15 очков. Первый матч провёл 9 ноября 2002 года в Марселе против Франции, последнюю игру сыграл 14 июля 2007 года в Крайстчёрче против Новой Зеландии. В окончательную заявку на чемпионат мира 2007 года не попал. Был в заявке на матч 17 июля 2004 года сборной ЮАР против клуба «Пасифик Айлендерс».

## Тренерская карьера
С 2019 по 2022 годы был тренером клуба «Остин Элит» из Major League Rugby. В 2021 году возглавлял регбийную команду университета Райса в Хьюстоне.

## Личная жизнь
Родители — Карл и Ганза, супруга — Эветт, в браке родились дочь Изабель и сын Франсуа. Играя за «Ольстер», Ванненбург стал верующим христианином, сумев избавиться от алкогольной и наркотической зависимостей; он регулярно ходил на церковные службы с одноклубниками и земляками Йоханном Мюллером и Руаном Пиенааром.

## Смерть
22 апреля 2022 года Ванненбург погиб в автокатастрофе в Хьюстоне: в него врезался на перекрёстке 16-летний водитель машины, пытавшийся уйти от полицейских. В машине на момент катастрофы находились жена и сын игрока.